# Thelymitra crinita
Thelymitra crinita là một loài phong lan đặc hưuc tây nam Western Australia. Loài cây này cao 70 cm in và nở hoa màu xanh da trời giữa tháng 9 và tháng 11 trong phạm vi phân bố bản địa của nó. Loài này được mô tả chính thức lần đầu bởi nhà thực vật học John Lindley năm 1839 trong A Sketch of the Vegetation of the Swan River Colony